# Tissanga
Tissanga is een geslacht van vlinders van de familie Eupterotidae, uit de onderfamilie Tissanginae.

## Soorten
- T. kiboriana Basquin & Darge, 2011
- T. pretoriae Distant, 1892
- T. zambiana Darge & Minetti, 2012